# Шполянский сахарный завод
Шполянский сахарный завод (укр. Шполянський цукровий завод) — предприятие пищевой промышленности в городе Шпола Шполянского района Черкасской области.

## История
Создание завода в селении Шпола Звенигородского уезда Киевской губернии началось в 1851 году, вместе с заводом были построены два барака для 500 рабочих. В 1856 году завод начал работу.
Строительство в 1874 году неподалёку железнодорожной станции способствовало расширению завода, производство сахара было увеличено.

### 1918 - 1991
В ходе гражданской войны завод серьёзно пострадал, но после окончания боевых действий началось его восстановление.
В 1923 году завод возобновил производство, в октябре 1925 года количество рабочих завода составляло 459 человек. В дальнейшем, предприятие оказалось в составе Юго-Западного экономического района СССР.
В ходе индустриализации в соответствии с первым пятилетним планом развития народного хозяйства СССР началась реконструкция предприятия. В 1932 году при заводе был создан совхоз, специализацией которого являлось выращивание сахарной свеклы, это решение позволило увеличить производство сахара до 17 тыс. тонн сахара в год. В результате, предприятие было преобразовано в Шполянский сахарный комбинат.
После начала Великой Отечественной войны в связи с приближением к городу линии фронта часть энергетического оборудования была эвакуирована. В ходе боевых действий и немецкой оккупации города предприятие пострадало, но уже в 1944 году началось его восстановление. Правительство СССР выделило для этой цели 7723 тыс. рублей, из РСФСР прислали новые моторы и две турбины мощностью 1,5 МВт.
В 1949 году комбинат превысил довоенные объемы производства.
В конце 1950х годов началось превращение комбината в предприятие комплексной механизации, после завершения которой в 1960 году перерабатывающие мощности увеличились до 1840 тонн свеклы в сутки, а валовый выпуск сахара - до 203,7 тыс. центнеров за сезон.
В 1970 году комбинат произвёл 200,5 тыс. тонн сахара.
По состоянию на начало 1972 года комбинат являлся одним из крупнейших предприятий сахарной промышленности УССР, производственные мощности которого обеспечивали возможность переработки до 2200 тонн свеклы в сутки, численность рабочих составляла свыше 640 человек.
В целом, в советское время комбинат входил в число ведущих предприятий города, на балансе которого находился жилой микрорайон и объекты социальной инфраструктуры.

### После 1991
После провозглашения независимости Украины комбинат был передан в ведение министерства сельского хозяйства и продовольствия Украины.
В июле 1995 года Кабинет министров Украины утвердил решение о приватизации комбината, после чего государственное предприятие было преобразовано в открытое акционерное общество. В связи с прекращением деятельности свеклосовхоза комбинат был преобразован в Шполянский сахарный завод. В июне 1999 года Кабинет министров Украины передал завод в коммунальную собственность Черкасской области.
В 2006 году завод остановил производство. Начавшийся в 2008 году экономический кризис и вступление Украины в ВТО в мае 2008 года (в соответствии с которым правительство страны обязалось разрешить импорт 260 тыс. тонн сахара-сырца в год) осложнили положение предприятия, осенью 2008 года оборудование начали демонтировать на металлолом, чтобы рассчитаться с долгами.